# Tour of Britain 2017
Die 78. Tour of Britain 2017 war ein britisches Straßenradrennen. Das Etappenrennen fand vom 3. bis zum 10. September 2017 statt. Es war Teil der UCI Europe Tour 2017 und dort in der Kategorie 2.HC eingestuft. Gesamtsieger wurde der Niederländer Lars Boom vom Team Lotto NL-Jumbo.

## Teilnehmende Mannschaften
| WorldTeams (10)- BMC Racing Team - Cannondale-Drapac - Lotto-Soudal - Sky - Lotto NL-Jumbo - Movistar Team - Orica-Scott - Quick-Step Floors - Dimension Data - Katusha-Alpecin Professional Continental Teams (3)- Bardiani CSF - Wanty-Groupe Gobert - CCC Sprandi Polkowice Continental Teams (6)- An Post-ChainReaction - Bike Channel-Canyon - Cylance - JLT Condor - Madison Genesis - ONE Pro Cycling Nationalmannschaft- Großbritannien |
| |

## Etappen
| Etappe    | Datum    | Etappenorte                  | type             | Länge (km) | Etappensieger        | Gesamtführender |
| --------- | -------- | ---------------------------- | ---------------- | ---------- | -------------------- | --------------- |
| 1. Etappe | 3. Sep.  | Edinburgh – Kelso            | Hügelige Etappe  | 190,1      | Caleb Ewan           | Caleb Ewan      |
| 2. Etappe | 4. Sep.  | Kielder Water – Blyth        | Hügelige Etappe  | 211,7      | Elia Viviani         | Elia Viviani    |
| 3. Etappe | 5. Sep.  | Normanby Hall – Scunthorpe   | Flachetappe      | 176,9      | Caleb Ewan           | Caleb Ewan      |
| 4. Etappe | 6. Sep.  | Mansfield – Newark-on-Trent  | Flachetappe      | 164,7      | Fernando Gaviria     | Elia Viviani    |
| 5. Etappe | 7. Sep.  | Tendring – Tendring          | Einzelzeitfahren | 16,2       | Lars Boom            | Lars Boom       |
| 6. Etappe | 8. Sep.  | Newmarket – Aldeburgh        | Flachetappe      | 186,9      | Caleb Ewan           | Lars Boom       |
| 7. Etappe | 9. Sep.  | Hemel Hempstead – Cheltenham | Hügelige Etappe  | 185,1      | Dylan Groenewegen    | Lars Boom       |
| 8. Etappe | 10. Sep. | Worcester – Cardiff          | Hügelige Etappe  | 180,2      | Edvald Boasson Hagen | Lars Boom       |

### 1. Etappe
Zu Beginn der Etappe setzten sich acht Fahrer ab, u. a. mit Karol Domagalski (Polen/ONE) und Gorka Izagirre (Spanien/Movistar). Sie hatten maximal drei Minuten Vorsprung und waren 25 Kilometer vor dem Ziel wieder eingeholt. Anschließend gab es noch weitere Attacken aus dem Feld heraus, aber alle ohne Erfolg. So kam es zum Massensprint. Diesen entschied der Australier Caleb Ewan (Orica) vor Edvald Boasson Hagen (Norwegen/Dimension Data). Ewan war damit gleichzeitig erster Gesamtführender der Rundfahrt.
| \| Etappenergebnis \| Etappenergebnis \| Etappenergebnis \| Etappenergebnis \| Etappenergebnis \| \| Fahrer \| Fahrer \| Land \| Team \| Zeit \| \| --------------- \| -------------------- \| --------------- \| --------------- \| --------------- \| \| 1. \| Caleb Ewan \| Australien \| Orica-Scott \| 4 h 34 min 17 s \| \| 2. \| Edvald Boasson Hagen \| Norwegen \| Dimension Data \| + 0 s \| \| 3. \| Elia Viviani \| Italien \| Team Sky \| + 0 s \| |                      |            |                |                 |
| |                      |            |                |                 |
| Quelle: ProCyclingStats |                      |            |                |                 |
| Etappenergebnis |                      |            |                |                 |
| Fahrer | Fahrer               | Land       | Team           | Zeit            |
| 1. | Caleb Ewan           | Australien | Orica-Scott    | 4 h 34 min 17 s |
| 2. | Edvald Boasson Hagen | Norwegen   | Dimension Data | + 0 s           |
| 3. | Elia Viviani         | Italien    | Team Sky       | + 0 s           |

| \| Gesamtwertung \| Gesamtwertung \| Gesamtwertung \| Gesamtwertung \| Gesamtwertung \| \| Fahrer \| Fahrer \| Land \| Team \| Zeit \| \| ------------- \| -------------------- \| ------------- \| --------------- \| --------------- \| \| 1. \| Caleb Ewan \| Australien \| Orica-Scott \| 4 h 34 min 07 s \| \| 2. \| Edvald Boasson Hagen \| Norwegen \| Dimension Data \| + 3 s \| \| 3. \| Karol Domagalski \| Polen \| ONE Pro Cycling \| + 4 s \| |                      |            |                 |                 |
| |                      |            |                 |                 |
| Quelle: ProCyclingStats |                      |            |                 |                 |
| Gesamtwertung |                      |            |                 |                 |
| Fahrer | Fahrer               | Land       | Team            | Zeit            |
| 1. | Caleb Ewan           | Australien | Orica-Scott     | 4 h 34 min 07 s |
| 2. | Edvald Boasson Hagen | Norwegen   | Dimension Data  | + 3 s           |
| 3. | Karol Domagalski     | Polen      | ONE Pro Cycling | + 4 s           |

### 2. Etappe
Lange Zeit der Etappe bestimmte eine sieben Mann starke Fahrer Spitzengruppe u. a. mit Silvan Dillier (Schweiz/BMC) das Geschehen. Wenige Kilometer vor dem Ziel waren alle Ausreißer wieder gestellt.
So kam es wieder zum Massensprint. Diesen gewann der Norweger Edvald Boasson Hagen (Dimension Data) vor Elia Viviani (Italien/Sky). Jedoch wurde Boasson Hagen zurückgestuft, weil er Viviani zur Absperrung herüber drückte. So wurde Viviani als Zweiter der Etappe zum Etappensieger vor Dylan Groenewegen (Niederlande/LottoNL) erklärt. Viviani übernahm damit die Gesamtführung.
| \| Etappenergebnis \| Etappenergebnis \| Etappenergebnis \| Etappenergebnis \| Etappenergebnis \| \| Fahrer \| Fahrer \| Land \| Team \| Zeit \| \| --------------- \| ----------------- \| --------------- \| ----------------- \| --------------- \| \| 1. \| Elia Viviani \| Italien \| Team Sky \| 5 h 16 min 32 s \| \| 2. \| Dylan Groenewegen \| Niederlande \| LottoNL-Jumbo \| + 0 s \| \| 3. \| Fernando Gaviria \| Kolumbien \| Quick-Step Floors \| + 0 s \| |                   |             |                   |                 |
| |                   |             |                   |                 |
| Quelle: ProCyclingStats |                   |             |                   |                 |
| Etappenergebnis |                   |             |                   |                 |
| Fahrer | Fahrer            | Land        | Team              | Zeit            |
| 1. | Elia Viviani      | Italien     | Team Sky          | 5 h 16 min 32 s |
| 2. | Dylan Groenewegen | Niederlande | LottoNL-Jumbo     | + 0 s           |
| 3. | Fernando Gaviria  | Kolumbien   | Quick-Step Floors | + 0 s           |

| \| Gesamtwertung \| Gesamtwertung \| Gesamtwertung \| Gesamtwertung \| Gesamtwertung \| \| Fahrer \| Fahrer \| Land \| Team \| Zeit \| \| ------------- \| -------------------- \| ------------- \| -------------- \| --------------- \| \| 1. \| Elia Viviani \| Italien \| Team Sky \| 9 h 50 min 35 s \| \| 2. \| Caleb Ewan \| Australien \| Orica-Scott \| + 4 s \| \| 3. \| Edvald Boasson Hagen \| Norwegen \| Dimension Data \| + 7 s \| |                      |            |                |                 |
| |                      |            |                |                 |
| Quelle: ProCyclingStats |                      |            |                |                 |
| Gesamtwertung |                      |            |                |                 |
| Fahrer | Fahrer               | Land       | Team           | Zeit            |
| 1. | Elia Viviani         | Italien    | Team Sky       | 9 h 50 min 35 s |
| 2. | Caleb Ewan           | Australien | Orica-Scott    | + 4 s           |
| 3. | Edvald Boasson Hagen | Norwegen   | Dimension Data | + 7 s           |

### 3. Etappe
Fünf Fahrer setzten sich nach 10 Kilometern ab: Matthew Holmes (Großbritannien/Madison Genesis), Ian Bibby (Großbritannien/JLT), Graham Briggs (Großbritannien/JLT), Harry Tanfield (Großbritannien/BIKE Channel) und Peter Williams (Großbritannien/ONE) ab. Maximal hatten die Ausreißer 3:30 Minuten an Vorsprung. Sie waren etwa 13 Kilometer vor dem Ziel wieder eingeholt.
Danach folgte eine Attacke von Philippe Gilbert (Belgien/Quick Step). Er wurde erst 50 Meter vor dem Ziel wieder eingeholt und übersprintet. Der Etappensieger wurde Caleb Ewan (Australien/Orica) vor Edvald Boasson Hagen (Norwegen/Dimension Data). Ewan holte sich damit die Gesamtführung zurück.
| \| Etappenergebnis \| Etappenergebnis \| Etappenergebnis \| Etappenergebnis \| Etappenergebnis \| \| Fahrer \| Fahrer \| Land \| Team \| Zeit \| \| --------------- \| -------------------- \| --------------- \| --------------- \| --------------- \| \| 1. \| Caleb Ewan \| Australien \| Orica-Scott \| 4 h 04 min 05 s \| \| 2. \| Edvald Boasson Hagen \| Norwegen \| Dimension Data \| + 0 s \| \| 3. \| Alexander Kristoff \| Norwegen \| Katusha-Alpecin \| + 0 s \| |                      |            |                 |                 |
| |                      |            |                 |                 |
| Quelle: ProCyclingStats |                      |            |                 |                 |
| Etappenergebnis |                      |            |                 |                 |
| Fahrer | Fahrer               | Land       | Team            | Zeit            |
| 1. | Caleb Ewan           | Australien | Orica-Scott     | 4 h 04 min 05 s |
| 2. | Edvald Boasson Hagen | Norwegen   | Dimension Data  | + 0 s           |
| 3. | Alexander Kristoff   | Norwegen   | Katusha-Alpecin | + 0 s           |

| \| Gesamtwertung \| Gesamtwertung \| Gesamtwertung \| Gesamtwertung \| Gesamtwertung \| \| Fahrer \| Fahrer \| Land \| Team \| Zeit \| \| ------------- \| -------------------- \| ------------- \| -------------- \| ---------------- \| \| 1. \| Caleb Ewan \| Australien \| Orica-Scott \| 13 h 54 min 34 s \| \| 2. \| Elia Viviani \| Italien \| Team Sky \| + 6 s \| \| 3. \| Edvald Boasson Hagen \| Norwegen \| Dimension Data \| + 7 s \| |                      |            |                |                  |
| |                      |            |                |                  |
| Quelle: ProCyclingStats |                      |            |                |                  |
| Gesamtwertung |                      |            |                |                  |
| Fahrer | Fahrer               | Land       | Team           | Zeit             |
| 1. | Caleb Ewan           | Australien | Orica-Scott    | 13 h 54 min 34 s |
| 2. | Elia Viviani         | Italien    | Team Sky       | + 6 s            |
| 3. | Edvald Boasson Hagen | Norwegen   | Dimension Data | + 7 s            |

### 4. Etappe
Wieder setzten sich kurz nach dem Start der Etappe fünf Fahrer ab: Mark McNally (Großbritannien/Wanty-Groupe Gobert), Jacob Scott (Großbritannien/AnPost-Chain Reaction), Alistair Slater (Großbritannien/JLT-Condor), Alexandre Blain (Frankreich) und Richard Handley (Großbritannien/beide Madison-Genesis). Die Fluchtgruppe war drei Kilometer vor dem Ziel eingeholt. So kam es wie in den vergangenen Tagen zum Massensprint. Dieses Mal gewann Fernando Gaviria (Kolumbien/Quick Step) vor Elia Viviani (Italien/Sky). Viviani holte sich die Gesamtführung aufgrund der Bonifikationen im Ziel wieder zurück.
| \| Etappenergebnis \| Etappenergebnis \| Etappenergebnis \| Etappenergebnis \| Etappenergebnis \| \| Fahrer \| Fahrer \| Land \| Team \| Zeit \| \| --------------- \| ------------------ \| --------------- \| ----------------- \| --------------- \| \| 1. \| Fernando Gaviria \| Kolumbien \| Quick-Step Floors \| 3 h 43 min 31 s \| \| 2. \| Elia Viviani \| Italien \| Team Sky \| + 0 s \| \| 3. \| Alexander Kristoff \| Norwegen \| Katusha-Alpecin \| + 0 s \| |                    |           |                   |                 |
| |                    |           |                   |                 |
| Quelle: ProCyclingStats |                    |           |                   |                 |
| Etappenergebnis |                    |           |                   |                 |
| Fahrer | Fahrer             | Land      | Team              | Zeit            |
| 1. | Fernando Gaviria   | Kolumbien | Quick-Step Floors | 3 h 43 min 31 s |
| 2. | Elia Viviani       | Italien   | Team Sky          | + 0 s           |
| 3. | Alexander Kristoff | Norwegen  | Katusha-Alpecin   | + 0 s           |

| \| Gesamtwertung \| Gesamtwertung \| Gesamtwertung \| Gesamtwertung \| Gesamtwertung \| \| Fahrer \| Fahrer \| Land \| Team \| Zeit \| \| ------------- \| ---------------- \| ------------- \| ----------------- \| ---------------- \| \| 1. \| Elia Viviani \| Italien \| Team Sky \| 17 h 38 min 05 s \| \| 2. \| Caleb Ewan \| Australien \| Orica-Scott \| + 0 s \| \| 3. \| Fernando Gaviria \| Kolumbien \| Quick-Step Floors \| + 6 s \| |                  |            |                   |                  |
| |                  |            |                   |                  |
| Quelle: ProCyclingStats |                  |            |                   |                  |
| Gesamtwertung |                  |            |                   |                  |
| Fahrer | Fahrer           | Land       | Team              | Zeit             |
| 1. | Elia Viviani     | Italien    | Team Sky          | 17 h 38 min 05 s |
| 2. | Caleb Ewan       | Australien | Orica-Scott       | + 0 s            |
| 3. | Fernando Gaviria | Kolumbien  | Quick-Step Floors | + 6 s            |

### 5. Etappe
Die fünfte Etappe war ein Einzelzeitfahren um Tendring District. Es führte an der Küste entlang und war relativ flach. Lars Boom gewann das Zeitfahren und übernahm dadurch die Gesamtführung.
| \| Etappenergebnis \| Etappenergebnis \| Etappenergebnis \| Etappenergebnis \| Etappenergebnis \| \| Fahrer \| Fahrer \| Land \| Team \| Zeit \| \| --------------- \| ------------------ \| --------------- \| --------------- \| --------------- \| \| 1. \| Lars Boom \| Niederlande \| LottoNL-Jumbo \| 19 min 02 s \| \| 2. \| Victor Campenaerts \| Belgien \| LottoNL-Jumbo \| + 6 s \| \| 3. \| Wassil Kiryjenka \| Belarus \| Team Sky \| + 7 s \| |                    |             |               |             |
| |                    |             |               |             |
| Quelle: ProCyclingStats |                    |             |               |             |
| Etappenergebnis |                    |             |               |             |
| Fahrer | Fahrer             | Land        | Team          | Zeit        |
| 1. | Lars Boom          | Niederlande | LottoNL-Jumbo | 19 min 02 s |
| 2. | Victor Campenaerts | Belgien     | LottoNL-Jumbo | + 6 s       |
| 3. | Wassil Kiryjenka   | Belarus     | Team Sky      | + 7 s       |

| \| Gesamtwertung \| Gesamtwertung \| Gesamtwertung \| Gesamtwertung \| Gesamtwertung \| \| Fahrer \| Fahrer \| Land \| Team \| Zeit \| \| ------------- \| ------------------ \| ------------- \| ------------- \| ---------------- \| \| 1. \| Lars Boom \| Niederlande \| LottoNL-Jumbo \| 17 h 57 min 25 s \| \| 2. \| Victor Campenaerts \| Belgien \| LottoNL-Jumbo \| + 8 s \| \| 3. \| Wassil Kiryjenka \| Belarus \| Team Sky \| + 9 s \| |                    |             |               |                  |
| |                    |             |               |                  |
| Quelle: ProCyclingStats |                    |             |               |                  |
| Gesamtwertung |                    |             |               |                  |
| Fahrer | Fahrer             | Land        | Team          | Zeit             |
| 1. | Lars Boom          | Niederlande | LottoNL-Jumbo | 17 h 57 min 25 s |
| 2. | Victor Campenaerts | Belgien     | LottoNL-Jumbo | + 8 s            |
| 3. | Wassil Kiryjenka   | Belarus     | Team Sky      | + 9 s            |

### 6. Etappe
Am Anfang der Etappe fuhren sieben Fahrer um Enrico Barbin (Italien/Bardiani) und James Shaw (Großbritannien/Lotto Soudal) weg vom Feld. Sie fuhren sich in der Folge schnell drei Minuten an Vorsprung heraus und alle Ausreißer waren drei Kilometer vor dem Ziel wieder eingeholt. Es kam mal wieder zum Massensprint. Caleb Ewan (Australien/Orica) gewann vor Fernando Gaviria (Kolumbien/Quick Step) die Etappe. Lars Boom behielt die Gesamtführung.
| \| Etappenergebnis \| Etappenergebnis \| Etappenergebnis \| Etappenergebnis \| Etappenergebnis \| \| Fahrer \| Fahrer \| Land \| Team \| Zeit \| \| --------------- \| ----------------- \| --------------- \| ----------------- \| --------------- \| \| 1. \| Caleb Ewan \| Australien \| Orica-Scott \| 4 h 13 min 06 s \| \| 2. \| Fernando Gaviria \| Kolumbien \| Quick-Step Floors \| + 0 s \| \| 3. \| Dylan Groenewegen \| Niederlande \| LottoNL-Jumbo \| + 0 s \| |                   |             |                   |                 |
| |                   |             |                   |                 |
| Quelle: ProCyclingStats |                   |             |                   |                 |
| Etappenergebnis |                   |             |                   |                 |
| Fahrer | Fahrer            | Land        | Team              | Zeit            |
| 1. | Caleb Ewan        | Australien  | Orica-Scott       | 4 h 13 min 06 s |
| 2. | Fernando Gaviria  | Kolumbien   | Quick-Step Floors | + 0 s           |
| 3. | Dylan Groenewegen | Niederlande | LottoNL-Jumbo     | + 0 s           |

| \| Gesamtwertung \| Gesamtwertung \| Gesamtwertung \| Gesamtwertung \| Gesamtwertung \| \| Fahrer \| Fahrer \| Land \| Team \| Zeit \| \| ------------- \| ------------------ \| ------------- \| ------------- \| ---------------- \| \| 1. \| Lars Boom \| Niederlande \| LottoNL-Jumbo \| 22 h 10 min 31 s \| \| 2. \| Victor Campenaerts \| Belgien \| LottoNL-Jumbo \| + 8 s \| \| 3. \| Wassil Kiryjenka \| Belarus \| Team Sky \| + 9 s \| |                    |             |               |                  |
| |                    |             |               |                  |
| Quelle: ProCyclingStats |                    |             |               |                  |
| Gesamtwertung |                    |             |               |                  |
| Fahrer | Fahrer             | Land        | Team          | Zeit             |
| 1. | Lars Boom          | Niederlande | LottoNL-Jumbo | 22 h 10 min 31 s |
| 2. | Victor Campenaerts | Belgien     | LottoNL-Jumbo | + 8 s            |
| 3. | Wassil Kiryjenka   | Belarus     | Team Sky      | + 9 s            |

### 7. Etappe
Nach 20 Kilometern setzten sich fünf Fahrer um den Australier Steele Von Hoff (ONE) ab. Sie fuhren sich maximal vier Minuten an Vorsprung heraus. Daraufhin fuhren mehrere Fahrer u. a. Reto Hollenstein (Schweiz/Katusha Alpecin), Tiago Machado (Portugal/Katusha Alpecin), Michał Kwiatkowski (Polen/Sky) und Silvan Dillier (Schweiz/BMC) vom Feld weg. Sie stellten anschließend die Fluchtgruppe. Etwa 35 Kilometer vor dem Ziel waren alle Ausreißer wieder gestellt. Danach griff Tony Martin an. Er bekam maximal 25 Sekunden Vorsprung und war 12 Kilometer vor dem Ziel eingeholt. Neun Kilometer vor dem Ziel, kurz vor der letzten Bergwertung, setzten sich drei Fahrer mit Edvald Boasson Hagen (Norwegen/Dimension Data) ab, die 900 Meter vor dem Ziel eingeholt waren. So kam es wieder zum Sprint. Dieses Mal siegte der Niederländer Dylan Groenewegen (LottoNL) vor Caleb Ewan (Australien/Orica). Lars Boom war weiterhin Gesamterster.
| \| Etappenergebnis \| Etappenergebnis \| Etappenergebnis \| Etappenergebnis \| Etappenergebnis \| \| Fahrer \| Fahrer \| Land \| Team \| Zeit \| \| --------------- \| ----------------- \| --------------- \| --------------- \| --------------- \| \| 1. \| Dylan Groenewegen \| Niederlande \| LottoNL-Jumbo \| 4 h 26 min 58 s \| \| 2. \| Caleb Ewan \| Australien \| Orica-Scott \| + 0 s \| \| 3. \| Brenton Jones \| Australien \| JLT Condor \| + 0 s \| |                   |             |               |                 |
| |                   |             |               |                 |
| Quelle: ProCyclingStats |                   |             |               |                 |
| Etappenergebnis |                   |             |               |                 |
| Fahrer | Fahrer            | Land        | Team          | Zeit            |
| 1. | Dylan Groenewegen | Niederlande | LottoNL-Jumbo | 4 h 26 min 58 s |
| 2. | Caleb Ewan        | Australien  | Orica-Scott   | + 0 s           |
| 3. | Brenton Jones     | Australien  | JLT Condor    | + 0 s           |

| \| Gesamtwertung \| Gesamtwertung \| Gesamtwertung \| Gesamtwertung \| Gesamtwertung \| \| Fahrer \| Fahrer \| Land \| Team \| Zeit \| \| ------------- \| ------------------ \| ------------- \| --------------- \| ---------------- \| \| 1. \| Lars Boom \| Niederlande \| LottoNL-Jumbo \| 26 h 37 min 28 s \| \| 2. \| Stefan Küng \| Schweiz \| BMC Racing Team \| + 8 s \| \| 3. \| Victor Campenaerts \| Belgien \| LottoNL-Jumbo \| + 9 s \| |                    |             |                 |                  |
| |                    |             |                 |                  |
| Quelle: ProCyclingStats |                    |             |                 |                  |
| Gesamtwertung |                    |             |                 |                  |
| Fahrer | Fahrer             | Land        | Team            | Zeit             |
| 1. | Lars Boom          | Niederlande | LottoNL-Jumbo   | 26 h 37 min 28 s |
| 2. | Stefan Küng        | Schweiz     | BMC Racing Team | + 8 s            |
| 3. | Victor Campenaerts | Belgien     | LottoNL-Jumbo   | + 9 s            |

### 8. Etappe
Nach 50 Kilometern setzte sich eine große Gruppe von etwa 50 Fahrer vom Feld. Mit dabei war u. a. Lars Boom (Niederlande/LottoNL), Edvald Boasson Hagen (Norwegen/Dimension Data) und Tony Martin (Deutschland/Katusha Alpecin). Nach 100 gefahrenen Kilometern betrug der Vorsprung zu den restlichen Fahrer acht Minuten. Kurz darauf fuhren Gorka Izagirre (Spanien/Movistar) und Mark Stewart (Großbritannien/AnPost) von der großen Fluchtgruppe weg. Maximal hatten die beiden sich 30 Sekunden herausgefahren und waren acht Kilometer vor dem Ziel eingeholt. Kurz vor dem Ziel griff Boasson Hagen an. Er kam durch und sicherte sich den Etappensieg allerdings zeitgleich vor Andrea Pasqualon (Italien/Wanty). Boom behielt die Gesamtführung und gewann damit die gesamte Rundfahrt zum zweiten Mal nach 2011.
| \| Etappenergebnis \| Etappenergebnis \| Etappenergebnis \| Etappenergebnis \| Etappenergebnis \| \| Fahrer \| Fahrer \| Land \| Team \| Zeit \| \| --------------- \| -------------------- \| --------------- \| ----------------- \| --------------- \| \| 1. \| Edvald Boasson Hagen \| Norwegen \| Dimension Data \| 4 h 19 min 00 s \| \| 2. \| Maximiliano Richeze \| Argentinien \| Quick-Step Floors \| + 0 s \| \| 3. \| Alexander Kristoff \| Norwegen \| Katusha-Alpecin \| + 0 s \| |                      |             |                   |                 |
| |                      |             |                   |                 |
| Quelle: ProCyclingStats |                      |             |                   |                 |
| Etappenergebnis |                      |             |                   |                 |
| Fahrer | Fahrer               | Land        | Team              | Zeit            |
| 1. | Edvald Boasson Hagen | Norwegen    | Dimension Data    | 4 h 19 min 00 s |
| 2. | Maximiliano Richeze  | Argentinien | Quick-Step Floors | + 0 s           |
| 3. | Alexander Kristoff   | Norwegen    | Katusha-Alpecin   | + 0 s           |

## Gesamtwertung
| \| Gesamtwertung \| Gesamtwertung \| Gesamtwertung \| Gesamtwertung \| Gesamtwertung \| \| Fahrer \| Fahrer \| Land \| Team \| Zeit \| \| ------------- \| -------------------- \| ---------------------- \| ----------------- \| ---------------- \| \| 1. \| Lars Boom \| Niederlande \| LottoNL-Jumbo \| 30 h 56 min 24 s \| \| 2. \| Edvald Boasson Hagen \| Norwegen \| Dimension Data \| + 8 s \| \| 3. \| Stefan Küng \| Schweiz \| BMC Racing Team \| + 10 s \| \| 4. \| Victor Campenaerts \| Belgien \| LottoNL-Jumbo \| + 13 s \| \| 5. \| Michał Kwiatkowski \| Polen \| Team Sky \| + 18 s \| \| 6. \| Jos van Emden \| Niederlande \| LottoNL-Jumbo \| + 18 s \| \| 7. \| Geraint Thomas \| Vereinigtes Königreich \| Team Sky \| + 24 s \| \| 8. \| Tony Martin \| Deutschland \| Katusha-Alpecin \| + 25 s \| \| 9. \| Owain Doull \| Vereinigtes Königreich \| Team Sky \| + 33 s \| \| 10. \| Ryan Mullen \| Irland \| Cannondale-Drapac \| + 38 s \| |                      |                        |                   |                  |
| |                      |                        |                   |                  |
| Quelle: ProCyclingStats |                      |                        |                   |                  |
| Gesamtwertung |                      |                        |                   |                  |
| Fahrer | Fahrer               | Land                   | Team              | Zeit             |
| 1. | Lars Boom            | Niederlande            | LottoNL-Jumbo     | 30 h 56 min 24 s |
| 2. | Edvald Boasson Hagen | Norwegen               | Dimension Data    | + 8 s            |
| 3. | Stefan Küng          | Schweiz                | BMC Racing Team   | + 10 s           |
| 4. | Victor Campenaerts   | Belgien                | LottoNL-Jumbo     | + 13 s           |
| 5. | Michał Kwiatkowski   | Polen                  | Team Sky          | + 18 s           |
| 6. | Jos van Emden        | Niederlande            | LottoNL-Jumbo     | + 18 s           |
| 7. | Geraint Thomas       | Vereinigtes Königreich | Team Sky          | + 24 s           |
| 8. | Tony Martin          | Deutschland            | Katusha-Alpecin   | + 25 s           |
| 9. | Owain Doull          | Vereinigtes Königreich | Team Sky          | + 33 s           |
| 10. | Ryan Mullen          | Irland                 | Cannondale-Drapac | + 38 s           |

## Wertungen im Tourverlauf
| Etappe         | Etappensieger        | Gesamtwertung | Punktewertung      | Bergwertung   | Sprintwertung    | Teamwertung          | Kämpferischster Fahrer |
| -------------- | -------------------- | ------------- | ------------------ | ------------- | ---------------- | -------------------- | ---------------------- |
| 1              | Caleb Ewan           | Caleb Ewan    | Caleb Ewan         | Łukasz Owsian | Karol Domagalski | Team Katusha Alpecin | Karol Domagalski       |
| 2              | Elia Viviani         | Elia Viviani  | Elia Viviani       | Łukasz Owsian | Karol Domagalski | Quick-Step Floors    | Matt Holmes            |
| 3              | Caleb Ewan           | Caleb Ewan    | Caleb Ewan         | Graham Briggs | Graham Briggs    | Team Katusha Alpecin | Harry Tanfield         |
| 4              | Fernando Gaviria     | Elia Viviani  | Elia Viviani       | Jacob Scott   | Graham Briggs    | Quick-Step Floors    | Alistair Slater        |
| 5              | Lars Boom            | Lars Boom     | Elia Viviani       | Jacob Scott   | Graham Briggs    | Team Lotto NL-Jumbo  | Lars Boom              |
| 6              | Caleb Ewan           | Lars Boom     | Alexander Kristoff | Jacob Scott   | Graham Briggs    | Team Lotto NL-Jumbo  | James Shaw             |
| 7              | Dylan Groenewegen    | Lars Boom     | Alexander Kristoff | Jacob Scott   | Mark McNally     | Team Lotto NL-Jumbo  | Russell Downing        |
| 8              | Edvald Boasson Hagen | Lars Boom     | Alexander Kristoff | Łukasz Owsian | Mark McNally     | Team Lotto NL-Jumbo  | Mark Stewart           |
| Wertungssieger | Wertungssieger       | Lars Boom     | Alexander Kristoff | Łukasz Owsian | Mark McNally     | Team Lotto NL-Jumbo  | Graham Briggs          |